# Tràbea (vestit)
|  | Per a altres significats, vegeu «Quint Trabea». |

La tràbea (en llatí trabea, en plural trabeae) era el nom de diverses peces de vestir que s'usaven a l'antiga Roma.
Una característica d'aquesta roba era el seu color, que normalment era púrpura o morat o blanca amb franges d'aquest color. La seva forma era la d'una toga, encara que era més estreta i curta, i s'anomenava també toga trabea, encara que de vegades s'usava com un mantell. La portaven els membres més distingits de la societat romana. El nom podria derivar-se de trabs, (franges).
Una peça de roba coneguda com a trabea triumphalis l'usaven habitualment els cònsols a l'Antiguitat tardana. Quan l'emperador Justinià II Rinotmet va abolir el càrrec de cònsol com a autoritat separada del mateix emperador, la trabea triumphalis es va transformar en una peça anomenada Loros, que només portava la família imperial i els alts funcionaris administratius. Tot i que l'emperador Lleó VI va abolir completament l'antic títol de cònsol, els loros van persistir fins al final de l'imperi com a vestit formal i cerimonial dels emperadors.